# 安费扬古
安费扬古（穆麟德轉寫：Anfiyanggū；1559年—1622年），觉尔察氏，隶属满洲镶蓝旗，世居瑚济寨。少年时期便跟随清太祖努尔哈赤，一生战功卓著，忠心不二，与劳萨并为满洲军中的猛士，为后金开国五大臣之一。

## 生平
安费扬古在努尔哈赤征讨尼堪外兰之役中首次上阵，跟随努尔哈赤攻克图伦城。并且在统一建州女真的诸战役中屡建功勋。1593年六月，随努尔哈赤征讨海西女真哈达部佳齐寨，建州军大获全胜，遂班师凯旋，由努尔哈赤亲自殿后。在回程途中，哈达贝勒孟格布禄率领骑兵部队追上建州军，哈达部的一名骑兵直奔努尔哈赤而去，努尔哈赤拉弓正欲射之，又有三名哈达起兵挥刀而至。这时，安费扬古截击而至，尽斩四骑兵。混战之中，努尔哈赤射中孟格布禄所起之马，哈达部不敌败走。此役努尔哈赤嘉奖安费扬古，赐号硕翁科罗巴图鲁（穆麟德轉寫：šongkoro i baturu）。是年九月，随努尔哈赤大破叶赫等九部联军。1599年九月，灭哈达部。
1613年正月，在灭海西女真乌拉部之战中，安费扬古执军旗率先登城。天命三年（1618年）四月，努尔哈赤攻取抚顺，明朝总兵张承廕分三路驰援，安费扬古击其左路，大获全胜，并乘胜取三岔兒诸堡城。四年，萨尔浒之战破明经略杨镐，灭叶赫。六年，随努尔哈赤攻取沈阳、辽阳。七年七月，安费扬古病逝，年六十四。顺治十六年，追谥敏壮，立碑纪其功。

## 家庭

### 父辈
- 完布禄：安费扬古的父亲，为努尔哈赤效力，有章甲、尼麻喇人诱之叛，不答应，始终忠诚不二。

### 子女
- 达尔岱
- 阿尔岱
- 硕尔辉

## 延伸阅读
[在维基数据编辑]
 《清史稿·卷225》，出自趙爾巽《清史稿》